# ワーナー・ブラザース・スタジオ

ワーナー・ブラザース・スタジオ・バーバンクのロゴ

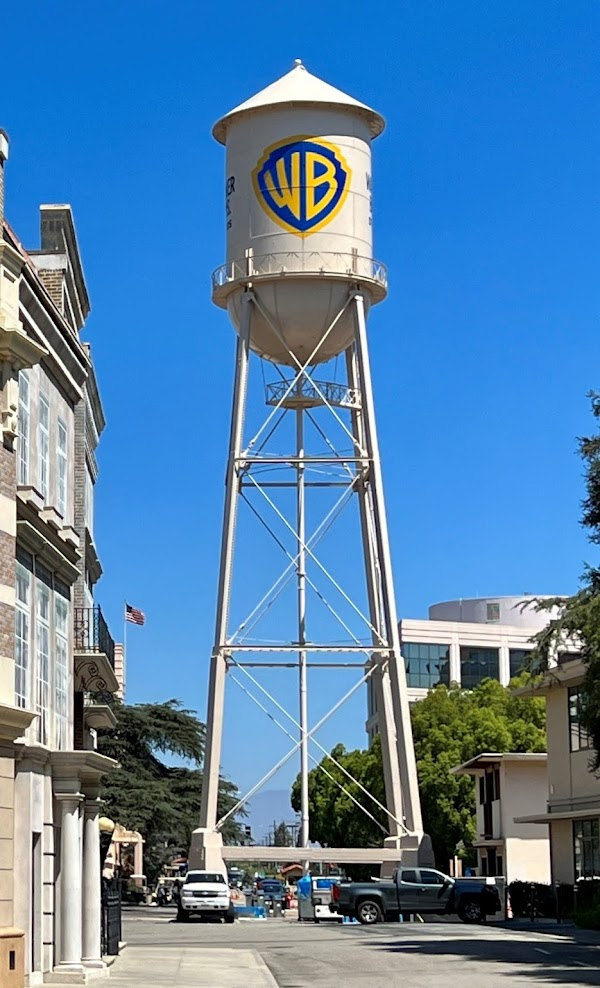
象徴的な歴史あるWBウォーター・タワー

ワーナー・ブラザース・スタジオ・バーバンク（Warner Bros. Studios, Burbank、旧称：ワーナー・ブラザース・セブン・アーツ・スタジオ〈1967–1970〉、ザ・バーバンク・スタジオ〈1972–1990〉）は、ワーナー・ブラザース・エンターテイメントがカリフォルニア州バーバンクに所有・運営する主要な映画製作施設である。ファースト・ナショナル・ピクチャーズが、映画配給会社から映画製作へと事業を拡大していく中で、1926年に62エーカー（25ha）のスタジオ敷地を建設したのが始まりである。

## 歴史
『ジャズ・シンガー』と『シンギング・フール』の経済的成功により、ワーナー・ブラザースは1928年9月にファースト・ナショナル社の株式の過半数を購入し、作品をバーバンクの敷地内に移し始めた。当時のファースト・ナショナル・スタジオは、4つのサウンドステージを備えたワーナー・ブラザース-ファースト・ナショナル映画の公式の本拠地となった。1930年代、ワーナーのサンセット・ブルバード・スタジオは、映画の撮影と「蓄音機の録音」のために活発に使用されていたが、1934年12月の火災で、バーバンクのスタジオの15エーカー（6.1ha）が焼失したため、ワーナーはサンセット・ブルバード・スタジオを再び本格的に使用することになった。
1937年、ステージ7は30フィート高くなり、ステージ16と改名され、200万ガロンの水槽を備えた高さ98フィートの世界最大級のステージとなり、『グーニーズ』（1985年）、『パーフェクト ストーム』（2000年）、『ダンケルク』（2017年）のシーンの撮影に使用され、映画『ラ・ラ・ランド』（2016年）ではライアン・ゴズリングとエマ・ストーンが歩いている姿が見られる場所でもある。1937年に建設されたステージ22は、60年間にわたってスタジオの敷地内に建設された最後のステージだった。1937年までに、ワーナー・ブラザースはサンセット・スタジオをほぼ閉鎖し、バーバンクの土地を主な本社としていたが、それは現在も続いている。結局、ワーナーはファースト・ナショナル社を解散し、それ以来、この土地は単にワーナー・ブラザース・スタジオと呼ばれることが多い。
バックロットには、ニューヨーク・ストリート、ヘネシー・ストリート、ミッドウェスト・ストリート、ジャングルなど様々なセットがある。ニューヨーク・ストリートは1930年に建設されたもので、他の都市を表現することができ、『四十二番街』（1933年）、『ブレードランナー』（1982年）、『ダークナイト』（2008年）などの映画や、『フレンズ』（1994年〜2004年）などのテレビシリーズに使用されている。ヘネシー・ストリートはもともと「長屋街」と呼ばれ、1937年に建設されました。『マイ・フェア・レディ』（1964年）、『アニー』（1982年）、『スパイダーマン』（2002年）などに使用された。ミッドウェスト・ストリートは1939年に『Four Wives』のために建設され、その後『The Music Man』（1962年）のリバー・シティとして、また『爆発!デューク』（1979年〜1985年）や『グレムリン』（1984年）でも使用されている。ジャングルのセットは1955年に映画『Santiago』（1956年）のために作られ、その後『グーニーズ』（1985年）や『わが家は11人』にも使われている。1955年にはワーナー・ブラザース・テレビジョンが設立され、この土地でのテレビ制作が増え、いくつかのステージは2～3の小さなステージに分割された。1957年に建設されたララミー・ストリートのセットは、『ブレイジングサドル』（1974年）などの西部劇やテレビシリーズ『シャイアン』、『マーベリック』などに使用された。2004年には『チャーリー・シーンのハーパー★ボーイズ』や『ビッグバン★セオリー/ギークなボクらの恋愛法則』などのTVシリーズで使用された住宅街「ワーナー・ビレッジ」に生まれ変わった。
1972年、ワーナー・ブラザースは、コスト削減のためにコロンビア ピクチャーズと合弁会社を設立し、ワーナーの敷地内に「バーバンク・スタジオ」を、メインの敷地から1マイル北に位置するコロンビアの「コロンビア・ランチ」に付属施設の「バーバンク・スタジオ・ランチ」を設立した。バーバンク・スタジオはTBSと略されることが多く、特に牧場はTBS牧場と呼ばれていた。この時期、コロンビア・ピクチャーズ・テレビジョン・シリーズ（『女刑事ペパー』、『Joe Forrester』、『Fantasy Island』、『探偵ハート&ハート』、『ポリス・ストーリー』など）でも、ワーナー・ブラザース・テレビジョン作品（『The Dukes of Hazzard』、『Alice』、『Harry O』、『燃えよ! カンフー』、『The New Land』など）でも、各シリーズのエンドタイトルカードのクレジットの中に、製作拠点がバーバンク・スタジオであることが記載されていた。また、新たな独立系サプライヤーであるロリマー・プロダクションズもバーバンク・スタジオを拠点としていたため、『The Waltons』、『The Blue Knight』、『Eight Is Enough』などのエンドクレジットには「Filmed at The Burbank Studios」という表記があった。この合弁事業は1990年まで続いたが、パートナーシップは解消され、コロンビア ピクチャーズとその姉妹部門であるトライスター ピクチャーズがカルバーシティの旧メトロ・ゴールドウィン・メイヤー／ロリマー（現：ソニー・ピクチャーズ・スタジオ）の敷地に移転して引き継ぐことになり、バーバンクの2つのスタジオの敷地は、それぞれワーナー・ブラザース・スタジオとワーナー・ブラザース・スタジオ・ランチ・ファシリティーズに戻された。
1992年から1995年にかけて、コロンビア・トライスター・ホーム・ビデオ（現：ソニー・ピクチャーズ ホームエンタテインメント）は、3400 Riverside Driveのワーナー・ブラザースの敷地内にあった。

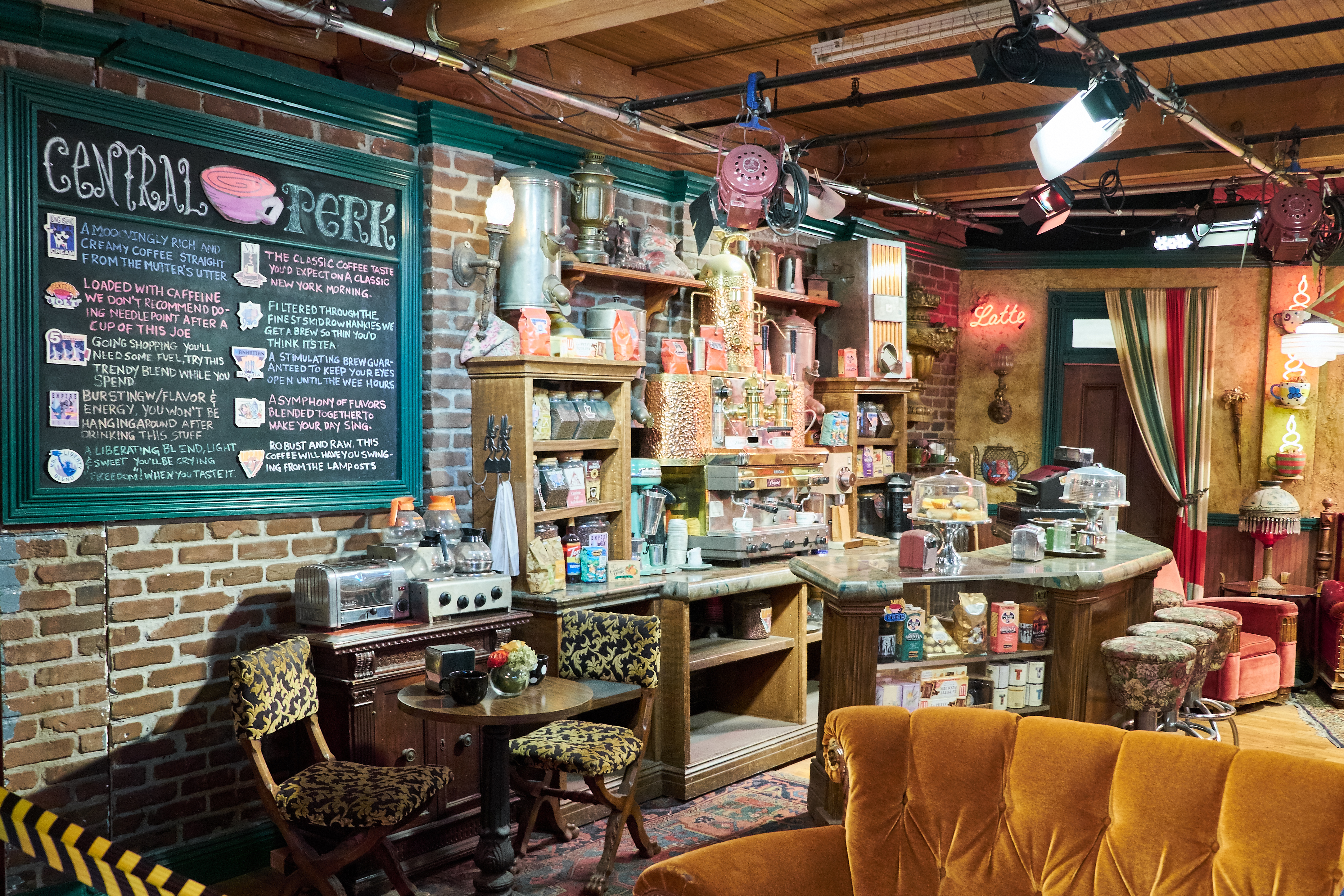
『フレンズ』に登場する「セントラル・パーク・カフェ」のセット

『フレンズ』は、10年間にわたってスタジオの敷地内で撮影された。第1シーズンはステージ5で撮影されましたが、第2シーズンの初めには、より広いステージ24に制作が移った。ステージ24は、2004年のシリーズフィナーレ後に「フレンズ・ステージ」と改称された。ステージ24で撮影された他の番組には、『フルハウス』や『Mike & Molly』などがある。『ビッグバン★セオリー』はステージ25と、『エレンの部屋』を収録する3つのステージのうちの1つであるステージ1で撮影された。2015年までに、スタジオには35のサウンドステージがあった。
1975年にイギリスのプログレッシブ・ロックバンドピンク・フロイドが発表した炎〜あなたがここにいてほしいのジャケット写真はこのスタジオの道路で撮影されたものである。

## スタジオツアー

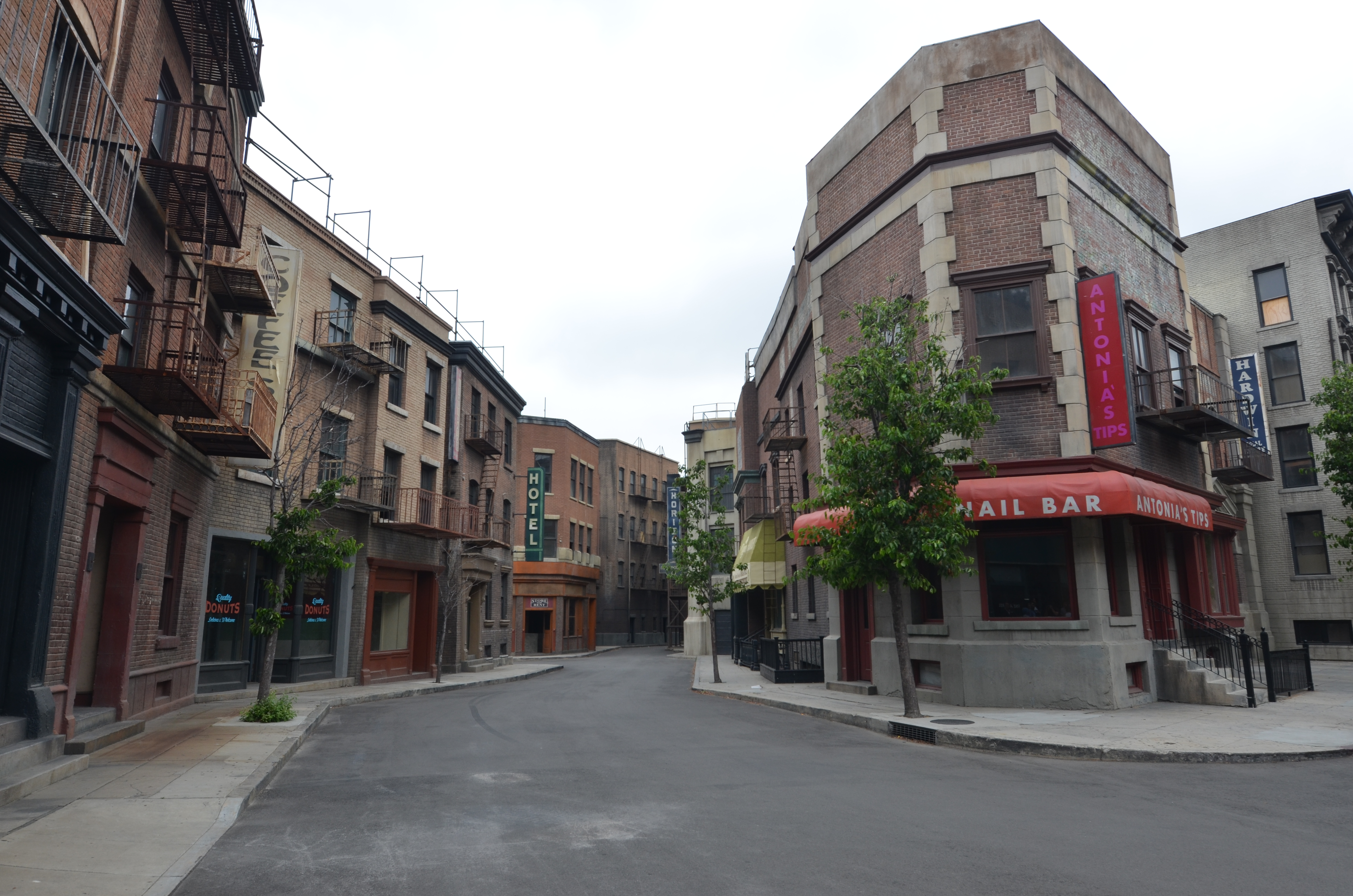
撮影用の街

ワーナー・ブラザース・スタジオ・ツアー・ハリウッド（Warner Bros. Studio Tour Hollywood）は、バーバンクのワーナー・ブラザース・スタジオ内にある公共のアトラクションで、世界で最も古い映画スタジオのひとつの舞台裏を垣間見ることができる。 
一般向けのツアーは1973年に始まり、リーブスデンにあるワーナー・ブラザース・スタジオ・ツアー・ロンドンの成功を受けて名称を変更した。それ以前は「ワーナー・ブラザーズ・スタジオVIPツアー」として知られていた。  

## ミュージアム
1996年、スタジオ内にワーナー・ブラザース・ミュージアムがオープンした。